# Proteuxoa spodias
Proteuxoa spodias is een vlinder uit de familie van de uilen (Noctuidae). De wetenschappelijke naam van de soort is voor het eerst geldig gepubliceerd in 1908 door de Australische dokter en amateur-entomoloog Alfred Jefferis Turner (1861–1947). Het type werd aangetroffen in Black Rock nabij Melbourne (Australië). Het epitheton spodias komt van het Oudgrieks σποδός, spodos (as).